# New Hope (Mississippi)
New Hope è un centro abitato e un census-designated place (CDP) degli Stati Uniti d'America, situata nella contea di Lowndes, nello Stato del Mississippi.